# Goneatara nasutus
Goneatara nasutus là một loài nhện trong họ Linyphiidae.
Loài này thuộc chi Goneatara. Goneatara nasutus được Barrows miêu tả năm 1943.